# De Vogelvriend
De Vogelvriend is het 280e stripverhaal van Jommeke. De reeks wordt getekend door Studio Jef Nys. Het album verscheen op 6 april 2016. Het verhaal stond aanvankelijk los van de huidige reeks dat met beperkte oplage verscheen op 4 december 2012 bij Het Nieuwsblad.

## Personages
- Jommeke, Flip, Filiberke, Pekkie, De Miekes, Choco en Professor Gobelijn.

## Verhaal
Het verhaal begint met Filiberke die vermomd is als boomstam en in de vrije natuur rondloopt. Hij probeert te praten met vogels maar dit lukt weliswaar heel moeilijk. Als hij zijn vrienden, Jommeke en de Miekes, tegenkomt probeert hij hen te doen schrikken, maar dat loopt verkeerd af voor hem en hij eindigt met stam en al in een vijver. Als hij vertelt dat hij een boek heeft gevonden waarin al de vogelgeluiden staan en dat hij probeert te praten met vogels krijgt Jommeke het idee om zijn beste vriend een vogel te schenken. Uiteindelijk schenkt hij Filiberke een lachvogel die Sire wordt gedoopt (omdat Sire enkel de noten si en re kan zingen).
Om ervoor te zorgen dat de lachvogel meer noten kan zingen gaan ze langs bij professor Gobelijn die een speciaal zangzaad schenkt aan Filiberke. Deze vraagt zich af of dit ook bij de mens helpt en slikt een aantal zaden in. Daardoor kan Filiberke prachtig zingen en communiceren met alle vogels. Deze komen te rade bij Filiberke en samen met Jommeke en Flip trekken ze ten strijde tegen onrecht tegen de vogels. Filiberke wordt een echte vogelvriend genoemd. Maar niet alle vogels nemen dit in dank af, onder andere de raven wensen wraak te nemen tegen Filiberke.
Filiberke verjaagt de raven, echter één raaf (de ravenkoning) blijft Filiberke achtervolgen en plagen. De ravenkoning neemt het lachvogeltje gevangen. Jommeke, Flip en Filiberke verjagen hem. Hij keert echter terug met drie grote roofvogels die Filiberke ontvoeren. Door een list van Filiberke worden de ravenkoning en de roofvogels uitgeschakeld. De volgende dag is Filiberke plots zijn stem kwijt. Het is een bijwerking van het zangzaad dat hij gebruikte. Hij moet een ei van een lachvogel eten. Later krijgt Filiberke zijn stem terug. Hij is verdrietig omdat hij niet meer met vogels kan praten. Tot slot kunnen Jommeke, Flip en de vogels hem opvrolijken.

## Achtergronden bij het verhaal
- Het Hemelhuis verschijnt na vele jaren opnieuw ten tonele in dit stripverhaal.
- Het album De Vogelvriend verscheen in het jaar 2012 als een exclusieve uitgave van 'Het Nieuwsblad. Op 6 april 2016 kwam de strip uit in de hoofdreeks onder het nummer 280.[1] Hiermee kwam dit stripalbum in de lijst tussen die van het jaar 2016 te staan.